# L'Empire de l'atome
L'Empire de l'atome est un roman de science-fiction, écrit en 1956 par A. E. van Vogt (Canada).
Ce roman, qui fait partie du Cycle de Linn, est considéré comme une œuvre majeure de van Vogt. Il possède une suite: le Sorcier de Linn.
Un mutant fait partie de la famille régnante dans un monde qui a subi une destruction massive. Pour le soustraire à diverses intrigues politiques, il est décidé de l’éloigner et de lui donner une formation scientifique. Il devra s’immiscer malgré lui dans la vie politique. 

## Résumé
Vieillissant, le patriarche régnant ne voit pas d'un bon œil toutes les intrigues politiques qui se nouent autour de lui, sentant que le peuple de la Terre devra bientôt affronter des ennemis puissants. Il souhaite que tout le monde mette la main à la pâte pour sauver l'empire. 
Par ailleurs, cette société rejette de façon systématique les mutants, êtres qui ont subi des déformations par suite d'exposition aux radiations atomiques. L'une des belles-filles du patriarche met au monde un mutant. Le patriarche voit dans ce petit être non pas une honte familiale, mais la possibilité de rendre la famille régnante plus unie, plus solide.
En conséquence, le mutant reçoit l'attention d'un savant particulièrement bien placé parmi la caste des savants, laquelle contrôle la sphère religieuse. Celui-ci tente d'augmenter la culture scientifique et politique du mutant tout en l'amenant à une attitude plus favorable envers l'ensemble des savants. 
Cette attention sera payante pour le futur de la Terre, car le mutant viendra à la rescousse d'une campagne militaire martienne qui tourne mal, tout comme il sauvera du désastre une autre campagne sur Vénus. 
Bien qu'il soit scientifique, le mutant a formé un réseau d'espions qui lui rapporte ce qui se passe sur l'ensemble des planètes du système solaire. C'est ainsi qu'il aura vent d'une attaque imminente contre le pouvoir régnant sur la Terre et se défendra contre un envahisseur rusé en provenance d'une autre planète du système solaire.